# Palmerston-Rocks-Nationalpark
Der Palmerston-Rocks-Nationalpark (englisch Palmerston Rocks National Park) ist ein nur 9,52 Hektar großer Nationalpark in Queensland, Australien.

## Lage
Der Park befindet sich in der Region North Queensland und liegt 15 Kilometer westlich von Innisfail. Man erreicht ihn über den Palmerston Highway; etwa einen Kilometer nach dem kleinen Ort Coorumba verläuft er auf einer Länge von 600 Metern entlang der Straße. Er ist dabei nur 200 Meter breit und es gibt keine Besuchereinrichtungen.
In der Nachbarschaft liegen die Nationalparks Japoon, Wooroonooran, Eubenangee Swamp, Ella Bay und Moresby Range.

## Flora und Fauna
Besonders für den stark gefährdeten Common Mistfrog (Litoria rheocola) bietet das kleine Stück tropischen Regenwalds ein wichtiges Rückzugsgebiet. Daneben sind der Tapping green eyed Frog (Litoria serrata), der Orange Bushbrown (Mycalesis terminus)  und der Orchard Swallowtail (Papilio aegeus), beides Schmetterlinge, im Park heimisch.